# Jeune Homme à la fleur
Jeune Homme à la fleur est une toile du peintre français Paul Gauguin réalisée en 1891 à Tahiti.

## Provenance et histoire
En 1891, Gauguin s'embarque pour la Polynésie en espérant pouvoir y fuir la civilisation occidentale et tout ce qui est artificiel et conventionnel.
Henri Matisse acquiert la toile en 1900 chez le marchand d'art Ambroise Vollard avant de la revendre en 1915 à John Quinn.

## Description
Le personnage représenté est vêtu d'un chemisier rose et d'une cravate bleue de type lavallière, au style européen. Une fleur de tiaré blanche est repliée sur son oreille gauche.